# Cup of Russia de 2002
Cup of Russia de 2002 foi a sétima edição da Cup of Russia, um evento anual de patinação artística no gelo organizado pela Federação de Patinação Artística da Rússia (em russo:  Федерация фигурного катания на коньках Росси), e que fez parte do Grand Prix de 2002–03. A competição foi disputada entre os dias 22 de novembro e 24 de novembro, na cidade de Moscou, Rússia.

## Eventos
- Individual masculino
- Individual feminino
- Duplas
- Dança no gelo

## Medalhistas
| Evento                        | Ouro                                     | Prata                                     | Bronze                                      |
| Individual masculino detalhes | Evgeni Plushenko · Rússia                | Li Chengjiang · China                     | Alexander Abt · Rússia                      |
| Individual feminino detalhes  | Viktoria Volchkova · Rússia              | Sasha Cohen · Estados Unidos              | Irina Slutskaya · Rússia                    |
| Duplas detalhes               | Shen Xue · Zhao Hongbo · China           | Maria Petrova · Alexei Tikhonov · Rússia  | Julia Obertas · Alexei Sokolov · Rússia     |
| Dança no gelo detalhes        | Irina Lobacheva · Ilia Averbukh · Rússia | Tatiana Navka · Roman Kostomarov · Rússia | Albena Denkova · Maxim Staviyski · Bulgária |

## Resultados

### Individual masculino
| Pos.              | Nome                | Nacionalidade  | Pontos | PC | PL |
| ----------------- | ------------------- | -------------- | ------ | -- | -- |
| Medalha de ouro   | Evgeni Plushenko    | Rússia         | 1.5    | 1  | 1  |
| Medalha de prata  | Li Chengjiang       | China          | 3.0    | 2  | 2  |
| Medalha de bronze | Alexander Abt       | Rússia         | 4.5    | 3  | 3  |
| 4                 | Andrejs Vlascenko   | Alemanha       | 7.0    | 6  | 4  |
| 5                 | Matthew Savoie      | Estados Unidos | 7.5    | 5  | 5  |
| 6                 | Stanislav Timchenko | Rússia         | 9.5    | 7  | 6  |
| 7                 | Frédéric Dambier    | França         | 10.0   | 4  | 8  |
| 8                 | Kensuke Nakaniwa    | Japão          | 11.0   | 8  | 7  |
| 9                 | Jayson Dénommée     | Canadá         | 13.5   | 9  | 9  |
| 10                | Hristo Turlakov     | Bulgária       | 15.5   | 11 | 10 |
| 11                | Trifun Zivanovic    | Iugoslávia     | 16.0   | 10 | 11 |
| WD                | Johnny Weir         | Estados Unidos | —      | WD |    |

### Individual feminino
| Pos.              | Nome                  | Nacionalidade  | Pontos | PC | PL |
| ----------------- | --------------------- | -------------- | ------ | -- | -- |
| Medalha de ouro   | Viktoria Volchkova    | Rússia         | 2.5    | 3  | 1  |
| Medalha de prata  | Sasha Cohen           | Estados Unidos | 3.0    | 2  | 2  |
| Medalha de bronze | Irina Slutskaya       | Rússia         | 3.5    | 1  | 3  |
| 4                 | Elina Kettunen        | Finlândia      | 7.0    | 4  | 5  |
| 5                 | Shizuka Arakawa       | Japão          | 7.5    | 7  | 4  |
| 6                 | Ludmila Nelidina      | Rússia         | 9.0    | 6  | 6  |
| 7                 | Galina Maniachenko    | Ucrânia        | 10.5   | 5  | 8  |
| 8                 | Sabina Wojtala        | Polônia        | 11.5   | 9  | 7  |
| 9                 | Diána Póth            | Hungria        | 14.0   | 10 | 9  |
| 10                | Susanne Stadlmueller  | Alemanha       | 15.0   | 8  | 11 |
| 11                | Nicole Watt           | Canadá         | 15.5   | 11 | 10 |
| WD                | Ann Patrice McDonough | Estados Unidos | —      | WD |    |

### Duplas
| Pos.              | Nome                                  | Nacionalidade  | Pontos | PC | PL |
| ----------------- | ------------------------------------- | -------------- | ------ | -- | -- |
| Medalha de ouro   | Shen Xue / Zhao Hongbo                | China          | 1.5    | 1  | 1  |
| Medalha de prata  | Maria Petrova / Alexei Tikhonov       | Rússia         | 3.0    | 2  | 2  |
| Medalha de bronze | Julia Obertas / Alexei Sokolov        | Rússia         | 4.5    | 3  | 3  |
| 4                 | Dorota Zagorska / Mariusz Siudek      | Polônia        | 7.0    | 6  | 4  |
| 5                 | Rena Inoue / John Baldwin, Jr         | Estados Unidos | 7.0    | 4  | 5  |
| 6                 | Jacinthe Larivière / Lenny Faustino   | Canadá         | 8.5    | 5  | 6  |
| 7                 | Valérie Marcoux / Craig Buntin        | Canadá         | 10.5   | 7  | 7  |
| 8                 | Julia Karbovskaya / Sergei Slavnov    | Rússia         | 12.0   | 8  | 8  |
| 9                 | Tatiana Volosozhar / Petro Kharchenko | Ucrânia        | 13.5   | 9  | 9  |

### Dança no gelo
| Pos.              | Nome                                   | Nacionalidade    | Pontos | DC | DO | DL |
| ----------------- | -------------------------------------- | ---------------- | ------ | -- | -- | -- |
| Medalha de ouro   | Irina Lobacheva / Ilia Averbukh        | Rússia           | 2.0    | 1  | 1  | 1  |
| Medalha de prata  | Tatiana Navka / Roman Kostomarov       | Rússia           | 4.4    | 3  | 2  | 2  |
| Medalha de bronze | Albena Denkova / Maxim Staviyski       | Bulgária         | 6.2    | 2  | 4  | 3  |
| 4                 | Kati Winkler / René Lohse              | Alemanha         | 7.4    | 4  | 3  | 4  |
| 5                 | Federica Faiella / Massimo Scali       | Itália           | 10.0   | 5  | 5  | 5  |
| 6                 | Megan Wing / Aaron Lowe                | Canadá           | 12.4   | 7  | 6  | 6  |
| 7                 | Marika Humphreys / Vitali Baranov      | Reino Unido      | 13.6   | 6  | 7  | 7  |
| 8                 | Julia Golovina / Oleg Voiko            | Ucrânia          | 16.0   | 8  | 8  | 8  |
| 9                 | Stephanie Rauer / Thomas Rauer         | Alemanha         | 18.0   | 9  | 9  | 9  |
| 10                | Ekaterina Gvozdkova / Timur Alaskhanov | Rússia           | 20.0   | 10 | 10 | 10 |
| 11                | Caroline Truong / Sylvain Longchambon  | França           | 22.0   | 11 | 11 | 11 |
| WD                | Veronika Moravkova / Jiri Prochazka    | República Tcheca | —      | WD |    |    |

## Quadro de medalhas
| Ordem | País           | Medalha de ouro | Medalha de prata | Medalha de bronze |    | Ordem por total |
| ----- | -------------- | --------------- | ---------------- | ----------------- | -- | --------------- |
| 1     | Rússia         | 3               | 2                | 3                 | 8  | 1               |
| 2     | China          | 1               | 1                |                   | 2  | 2               |
| 3     | Estados Unidos |                 | 1                |                   | 1  | 3               |
| 4     | Bulgária       |                 |                  | 1                 | 1  | 3               |
| TOTAL | TOTAL          | 4               | 4                | 4                 | 12 | —               |